# Roland Bless

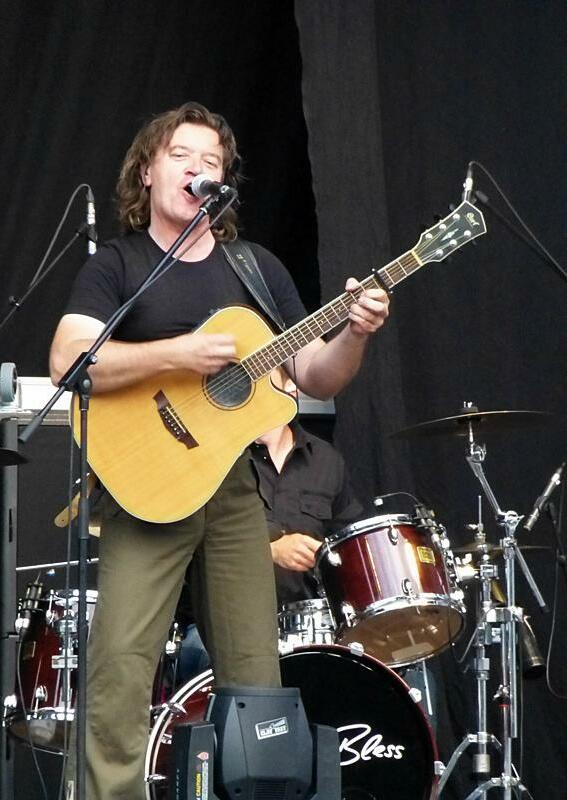
Roland Bless als Support für Unheilig am 18. Juli 2013 in Emmendingen

Roland Bless (* 8. März 1961 in Bietigheim) ist ein deutscher Musiker und ehemaliges Mitglied der Band PUR. Dort spielte er bis einschließlich der Abenteuerland-Tour 1995/96, weit darüber hinaus jedoch nur noch ausschließlich bei Fernseh-Auftritten und in Musik-Videos der Band, Schlagzeug, danach meist Akustik-Gitarre, teilweise auch Percussion. Zudem unterstützte er PUR als Backgroundsänger.
Bless gehörte zu den Mitgründern der Schülerband Crusade, aus der sich später die Band PUR entwickelte. Mit deren Mitglied Ingo Reidl war er schon seit früher Kindheit befreundet. Mit zwölf Jahren spielte er bereits Schlagzeug.
Neben der Musik nahm er ein Studium der Elektrotechnik auf, mit dem Ziel später als Berufsschullehrer zu arbeiten. Bless studierte bis zum Erhalt des ersten Staatsexamens. Er trat jedoch, aufgrund der sich zu diesem Zeitpunkt bereits abzeichnenden Chance, ein Profimusiker werden zu können, das sich daran anschließende Referendariat nicht mehr an.
Bei Pur übernahm er Aufgaben im Management, die er später an Uwe Dittus, Günther Liebherr und Ulrich Roth übergab.
Roland Bless tritt auch kabarettistisch auf, dabei stehen Parodien im Mittelpunkt.

## Trennung von Pur und Soloalben
Am 3. Mai 2010 erfolgte die offizielle Trennung von PUR. Bless steht bei Koch Universal unter Vertrag. Im März 2011 veröffentlichte er sein Debütalbum Zurück zu euch, welches von Dieter Falk, einem alten Weggefährten aus PUR-Zeiten, produziert wurde.
Nach verschiedenen kreativen Projekten in den vergangenen Jahren meldet sich Roland Bless im März 2019 mit seinem zweiten Soloalbum Sternenstaub zurück.